# Matt Bishop
Matt Bishop (Londres, 25 de dezembro de 1962) é um jornalista, escritor, romancista e executivo de relações públicas britânico que atualmente ocupa o cargo de chefe de comunicações da equipe de Fórmula 1 da Aston Martin.

## Carreira

### Relacionado ao automobilismo
No início da gestão de Bishop como editor da F1 Racing, a revista alcançou um resultado notável ao expor o sistema de "freio-direção" no McLaren MP4/12, uma inovação pela qual os pilotos podiam frear as rodas traseiras independentemente das dianteiras, alterando características de manuseio do carro para melhorar o tempo de vida. Posteriormente, foi banido após protestos da Ferrari. Bishop e o fotógrafo Darren Heath observaram em fotos que os discos de freio traseiro dos carros da McLaren brilhavam no meio das curvas e organizaram para fotografar sub-repticiamente o interior da cabine por meio de um plano em que Bishop avisava Heath por telefone se os carros quebrassem no meio da corrida.
Enquanto editor-chefe da F1 Racing, Bishop também escreveu colunas para a Autosport e Autosport.com, intituladas ‘Praise Be!’ And ‘From the Pulpit’.
Na esteira da controvérsia de espionagem da Fórmula 1 de 2007, que resultou na multa de 100 milhões de dólares sem precedentes da equipe de Fórmula 1 da McLaren, Bishop foi recrutado pelo presidente da McLaren, Ron Dennis, para se tornar o diretor de comunicações da empresa. Bishop escreveu a autobiografia do bicampeão mundial de Fórmula 1 Emerson Fittipaldi, Emmo: a Racer’s Soul, publicado pelo Haymarket Media Group em 2014. Ele deixou a McLaren em julho de 2017. Bishop então tirou um ano sabático para escrever seu primeiro romance, The Boy Made the Difference (publicado em 2020), antes de retornar ao trabalho de relações públicas de automobilismo em 2018, como membro da equipe de liderança sênior da W Series, o primeiro single do mundo — campeonato de automobilismo no teatro, apenas para mulheres. Depois que a temporada de 2020 da W Series foi cancelada devido à pandemia de COVID-19, foi anunciado que oito corridas na temporada de 2021 do campeonato aconteceriam em apoio aos Grandes Prêmios de Fórmula 1.
Em 10 de dezembro de 2020, foi anunciado que Bishop havia sido recrutado pela equipe de Fórmula 1 da Aston Martin para ser seu diretor de comunicações, a partir de 2021.